# Giovanni Gozzi
Giovanni Gozzi (ur. 19 października 1902 w Mediolanie, zm. 11 sierpnia 1976 w Taggii) – włoski zapaśnik, dwukrotny medalista olimpijski.
Walczył w stylu klasycznym, w wadze koguciej (do 58 kg) i piórkowej (do 61 kg). Brał udział w trzech igrzyskach (IO 24, IO 28, IO 32), na dwóch zdobywał medale. Triumfował w 1932, cztery lata wcześniej był trzeci. Wielokrotnie stawał na podium mistrzostw Europy. Był mistrzem w 1927, zajął drugie w 1925 oraz trzecie miejsce w 1934.